# Lik i garderoben?
Lik i garderoben? : en rapport om SKP/VPK:s internationella förbindelser är en vitbok först utgiven 1992 av Vänsterpartiet (118 s), senare uppdaterad i en andra upplaga 1996 (161s). Vitboken handlar om partiets och dess föregångare SKP:s internationella förbindelser, bland annat kontakterna med de kommunistiska diktaturerna inom östblocket. 
Boken 1992 författades av historikern Lars-Arne Norborg, idéhistorikern Sven-Eric Liedman och Ulf Nymark. Utgåvan 1996 innehåller även bidrag av Kent Lindkvist.
Vitboken föregicks av Staffan Skotts bok Liken i garderoben (Tidens förlag 1991 - 216s) som var en kritisk genomgång av SKP/VPK:s relationer till Sovjetunionen och andra kommunistiska diktaturer. Skotts bok kom senare i en utökat nyutgåva, ”Liken i garderoben lever än : Undanflykternas mästare. Om Vänsterpartiets förflutna 1918-1998" (384s).